# Vivere in pace
Vivere in pace és una pel·lícula de guerra de comèdia i drama de guerra italiana de 1947 dirigida per Luigi Zampa i protagonitzada per Aldo Fabrizi, John Kitzmiller i Ave Ninchi. Va ser rodada als Estudis Cinecittà a Roma i en localització al voltant d'Orvieto a Umbria. Els decorats de la pel·lícula van ser dissenyats pel director d'art Ivo Battelli.

## Sinopsi
L'any 1944, en un poble italià que podria imaginar-se estalviat per la guerra, un granger, l'oncle Tigna, acull en secret dos soldats nord-americans. Un d'ells, un home negre, està greument ferit. Un metge tractarà els ferits. Aviat recuperat, el soldat ho celebra, però l'únic alemany del poble, caporal de guàrdia, arriba inesperadament a casa de l'oncle Tigna. Malgrat les precaucions preses pels vilatans, els dos homes s'acaben trobant-se cara a cara. Totalment borratxos, els soldats enemics confraternitzen. Els habitants del petit poble creuen que la guerra s'ha acabat i s'estableix la pau. Però una patrulla alemanya arriba just abans de l'arribada imminent dels estatunidencs i l'oncle Tigna serà afusellat...

## Repartiment
- Aldo Fabrizi: zio Tigna
- Gar Moore:	Ronald
- Mirella Monti: Silvia
- John Kitzmiller: Joe
- Heinrich Bode: Hans
- Ave Ninchi: Corinna
- Ernesto Almirante:	l'avi
- Nando Bruno: el secretari polític
- Aldo Silvani: el metge
- Gino Cavalieri: el mossèn
- Piero Palermini: Franco
- Franco Serpilli: Citto
- Arnoldo Foà: narrador

## Reconeixements
- 1947 - Nastri d'argento 1947
  - Millor argument
  - Millor actriu no protagonista (Ave Ninchi)
- 1947 - Festival Internacional de Cinema de Locarno
  - Premi al guió
- New York Film Critics Circle Awards
- 1947 - Millor pel·lícula estrangera

El National Board of Review of Motion Pictures l'ha inserit a la llista del National Board Review Top Ten Films.